# Grandidierina
Grandidierina – rodzaj jaszczurek z podrodziny Scincinae w rodzinie scynkowatych (Scincidae).

## Zasięg występowania
Rodzaj obejmuje gatunki występujące endemicznie na Madagaskarze. 

## Systematyka

### Etymologia
Grandidierina: Alfred Grandidier (1836–1921), francuski przyrodnik.

### Podział systematyczny
Do rodzaju należą następujące gatunki:
- Grandidierina fierinensis
- Grandidierina lineata
- Grandidierina petiti
- Grandidierina rubrocaudata